# Amyris
Amyris P.Browne è un genere di piante da fiore della famiglia delle Rutaceae. Il nome generico deriva dalla parola greca αμυρων (amyron), che significa "intensamente profumato" e si riferisce al forte odore della resina.

## Specie
A settembre 2021, Plants of the World Online menzionava le seguenti specie:
- Amyris abeggii Ekman ex Urb.
- Amyris amazonica Cornejo & Kallunki
- Amyris apiculata Urb. & Ekman
- Amyris attenuata Standl.
- Amyris balsamifera L. – balsam torchwood
- Amyris barbata Lundell
- Amyris brachybotrys Turcz.
- Amyris brenesii Standl.
- Amyris carterae Rebman & F.Chiang
- Amyris centinelensis Cornejo
- Amyris chiapensis Lundell
- Amyris conzattii Standl.
- Amyris cordata I.M.Johnst.
- Amyris crebrinervis Gereau
- Amyris cubensis (Borhidi & Acuña) Beurton
- Amyris diatrypa Spreng. – hairy torchwood
- Amyris elemifera L. – sea torchwood
- Amyris filipes Lundell
- Amyris granulata Urb.
- Amyris guatemalensis Lundell
- Amyris guianensis Aubl.
- Amyris humboldtii Krug & Urb.
- Amyris ignea Steyerm.
- Amyris intermedia Urb. & Ekman
- Amyris jorgemeavei Hern.-Barón, Espejo, Pérez-García, Cerros & López-Ferr.
- Amyris karlitae W.Palacios
- Amyris lineata C.Wright ex Griseb.
- Amyris lurida Lundell
- Amyris macrocarpa Gereau
- Amyris madrensis S.Watson – mountain torchwood
- Amyris magnifolia Gómez-Laur. & Q.Jiménez
- Amyris marshii Standl.
- Amyris metopioides Zanoni & M.M.Mejía
- Amyris mexicana Lundell
- Amyris monophylla Brandegee
- Amyris multijuga Turcz.
- Amyris oblanceolata A.Pool
- Amyris pernambucensis Arruda
- Amyris phlebotaenioides Urb. & Ekman
- Amyris pinnata Kunth
- Amyris plumieri DC.
- Amyris polymorpha Urb.
- Amyris polyneura Urb.
- Amyris pungens Urb.
- Amyris purpusii P.Wilson
- Amyris rekoi S.F.Blake
- Amyris rhomboidea Standl.
- Amyris robinsonii DC.
- Amyris roseomaculata Hern.-Barón, Cerros, M.González, Espejo & López-Ferr.
- Amyris sandemanii Sandwith
- Amyris staminosa Lundell
- Amyris stromatophylla P.Wilson
- Amyris terebinthifolia Ten.
- Amyris texana (Buckley) P.Wilson – Texas torchwood, chapotillo
- Amyris thyrsiflora Turcz.
- Amyris trimera Krug & Urb.
- Amyris vestita Lundell

### Specie in passato inserite in questo genere
- Atalantia simplicifolia (Roxb.) Engl. (as A. simplicifolia Roxb.)
- Boswellia papyrifera (Delile ex Caill.) Hochst. (as A. papyrifera Delile ex Caill.)
- Bursera excelsa (as A. elegans)
- Canarium zeylanicum (Retz.) Blume (as A. zeylanica Retz.)
- Clausena anisata (Willd.) Hook.f. (as A. anisata Willd. or A. dentata Willd.)
- Clausena heptaphylla (Roxb. ex DC.) Wight & Arn. ex Steud.  (as A. heptaphylla Roxb. ex DC.)
- Commiphora gileadensis (L.) C.Chr. (as A. gileadensis L. or A. opobalsamum L.)
- Commiphora kataf (Forssk.) Engl. (as A. kataf Forssk.)
- Metopium toxiferum (L.) Krug & Urb. (as A. toxifera L.)
- Schinus polygama (Cav.) Cabrera (as A. polygama Cav.)[2]